# Амангельдинский сельский округ (Коргалжынский район)
Амангельди́нский се́льский окру́г (каз. Амангелді ауылдық округі) — административная единица в составе Коргалжынского района Акмолинской области Республики Казахстан.
Административный центр — село Уркендеу.

## География
Административно-территориальное образование расположено в северно-центральной части района, граничит:
- на севере, северо-востоке с Майшукырским сельским округом,
- на востоке с Коргалжынским сельским округом,
- на юго-востоке, юге с Кызылсайским сельским округом,
- на западе с Коргалжынским заповедником,
- на северо-западе с Егиндыкольским районом.

Сельский округ расположен на казахском мелкосопочнике. Рельеф местности в основном представляет собой сплошную равнину с частично водно-болотными угодьями. Перепады высот незначительны; средняя высота округа — около 300 метров над уровнем моря. 
На территории сельского округа находятся более 10 озёр и солончаков, крупные из озёр — Актайлак, Саумалколь, Киндикти, Калмакты. Из солончаков — Жарсуат, Узынколь. Также распалогается северная часть озера Шолак. Река Нура образует юго-восточные границы округа. 
Климат холодно-умеренный, с хорошей влажностью. Среднегодовая температура воздуха положительная и составляет около +4,7°С. Среднемесячная температура воздуха в июле достигает +21,5°С. Среднемесячная температура января составляет около -14,2°С. Среднегодовое количество осадков составляет около 355 мм. Основная часть осадков выпадает в период с мая по июнь.
Через округ с востока на запад проходит около 25 километров автодороги Р-2 («Нур-Султан – Коргалжын» (с подъездом к Коргалжынскому заповеднику)).

## История
В 1989 году существовал как Амангельдинский сельсовет (сёла Уркендеу, Жумай).
В периоде 1991 — 1998 годов Амангельдинский сельсовет был преобразован в сельский округ.

## Население
| Численность населения | Численность населения | Численность населения |
| 1989                  | 1999                  | 2009                  |
| --------------------- | --------------------- | --------------------- |
| 1520                  | ↘1131                 | ↘626                  |

## Состав
| № | Населённый пункт | Тип населённого пункта       | Население, 1989 | Население, 1999 | Население, 2009 |
| - | ---------------- | ---------------------------- | --------------- | --------------- | --------------- |
| 1 | Жумай            | село                         | 474             | 280             | 137             |
| 2 | Уркендеу         | село, административный центр | 1 046           | 851             | 489             |

## Местное самоуправление
Аппарат акима Амангельдинского сельского округа — село Уркендеу, улица Абая, дом №1.
- Аким сельского округа — Жолдыбаева Калдыбала Онгаровна.